# Jean-Claude Simon (homme politique)
Pour les articles homonymes, voir Simon.
Jean-Claude Simon (né le 11 avril 1932 à Brioude et mort le 19 août 1976 à Saugues) est un homme politique français.

## Biographie
Né dans la Haute-Loire d'un père chirurgien-dentiste, il poursuit des études médicales à la Faculté de Clermont-Ferrand. Interne des hôpitaux de la capitale auvergnate, il choisit finalement, en 1957, de s'installer dans la petite ville de Saugues, en Gévaudan (Haute-Loire), patrie de l'écrivain Robert Sabatier.
Intéressé par la chose publique, conseiller municipal après 1959, il est élu en 1961 conseiller général du canton de Saugues, à l'âge de 29 ans. Vice-président de l'assemblée départementale dès 1964, il est élu maire de Saugues l'année suivante. Dans ces fonctions, il se montre particulièrement actif et entreprend de redynamiser une commune en déclin démographique par une série d'initiatives : création d'une station de radio, rénovation de la Tour des Anglais, transformée en musée, lancement de festivités, etc. Son activité municipale lui vaut l'attribution du titre de « maire de l'année » en 1976.
Candidat aux élections législatives de 1967 dans la 2e circonscription (Le Puy-Brioude), sous l'étiquette du Centre démocrate, il se maintient au second tour face au sortant Marcel Raffier (UD Ve), permettant l'élection du socialiste René Chazelle. Rallié en 1969 au président Pompidou, il rejoint les Républicains indépendants (RI), ce qui lui permet d'obtenir le soutien de Valéry Giscard d'Estaing pour les élections législatives de 1973, où il s'impose au second tour face au sortant René Chazelle. Député de 2e circonscription de la Haute-Loire, il se montre un soutien fidèle du président Giscard d'Estaing à l'Assemblée nationale, où il se spécialise dans les questions économiques et rurales.
Parallèlement, il est élu en octobre 1973 président du conseil général de la Haute-Loire, où il succède au démocrate-chrétien Georges Billamboz (CDP).
Le 19 août 1976, âgé de 44 ans seulement, il décède subitement en portant secours à une personne dans le plan d'eau de Saugues, la veille de l'inauguration de ce dernier. Le 5 octobre 1976, à la reprise de la session parlementaire, le président Edgar Faure salue, dans son éloge funèbre prononcé à l'Assemblée nationale, la mémoire d’« un novateur » et d’« un précurseur ».

## Galerie Jean-Claude-Simon
La galerie d'exposition du conseil général de la Haute-Loire, inaugurée en 2001 par son ami et successeur Jacques Barrot (UDF-CDS), porte aujourd'hui le nom de Galerie Jean-Claude Simon.